# Zephyranthes nymphaea
Zephyranthes nymphaea är en amaryllisväxtart som beskrevs av Thaddeus Monroe Howard och S.Ogden. Zephyranthes nymphaea ingår i släktet Zephyranthes och familjen amaryllisväxter. Inga underarter finns listade i Catalogue of Life.